# Kombu
Kombu (alternative Transkription: Konbu; japanisch 昆布, こんぶ oder コンブ konbu, selten auch こぶ kobu), in Korea als Dasima (koreanisch 다시마) und in China auch als Haidai (chinesisch 海帶 / 海带, Pinyin hǎidài, Jyutping hoi2daai6) bekannt, ist ein essbarer Seetang, der in Nordostasien weite Verbreitung als Nahrungsmittel gefunden hat. Der weitaus größte Teil des Kombu stammt von der Art Saccharina japonica Syn.: Laminaria japonica (真昆布 ma-konbu, deutsch ‚Echter Konbu‘).
Über 90 % des japanischen Kombu stammen aus kultiviertem Anbau, ein Großteil wird vor der Küste von Hokkaidō in recht kaltem Wasser geerntet, wo auch heute noch der beste Kombu herkommt. Kulturen gibt es aber auch südwärts bis zur Seto-Inlandsee. Noch weiter südwärts ist das Wasser zu warm.
Kombu hat im Vergleich zu fast allen anderen Lebensmitteln – und sogar im Vergleich zu anderen essbaren Algen – einen wesentlich höheren Iodgehalt.

## Geschichte
Die frühesten Aufzeichnungen erscheinen in der Reichschronik Shoku Nihongi im Jahre 797 als ein Geschenk. Holztäfelchen (mokkan) zeugen davon, dass Kombu unter dem Ritsuryō-Rechtssystem von der damals Ebisu (Ezo) genannten Urbevölkerung im Norden (gegenwärtiges Tōhoku) als Steuerabgabe an den Hof von Nara geliefert wurde. Man glaubt jedoch, dass der Gebrauch viel weiter zurückgeht, wahrscheinlich bis in die Jōmon-Zeit. Da Kombu sich leicht zersetzt, finden sich jedoch keine archäologischen Beweise mehr. In der Muromachi-Zeit erlaubte ein neu entwickeltes Trockenverfahren, den Kombu für mehr als nur einige Tage haltbar zu machen und die Alge wurde ein wichtiges Handelsgut aus der heutigen Region Tōhoku bzw. dem 'wilden' Ezo (heute Hokkaidō). In dieser Zeit entstanden auch erste Kombu-Handelshäuser und -Händlergilden. Letztere finden sich z. B. in der alten Hauptstadt Kyōto noch heute im Kombu-ya machi (昆布屋町 ‚Kombu-Ladenviertel‘) südlich des Kaiserpalasts, und auch viele der Handelshäuser dieser Zeit sind bis heute im Kombugeschäft aktiv, z. B. die Matsumae-ya (松前屋). In der Edo-Zeit, als Hokkaido von den Japanern kolonisiert und Schifffahrtslinien organisiert wurden, verbreitete sich der Gebrauch von Kombu in ganz Japan. Kombu war zu dieser Zeit ein tawaramono (俵物), d. h. eine vom Shōgunat monopolisierte Exportware (nach China) zur Devisenbeschaffung. Hier fungierte besonders das wirtschaftlich angeschlagene Fürstentum Satsuma als Organisator, um Kombu über die Kombu-Gilde (昆布座, konbu-za) von Naha nach China zu verkaufen. Die traditionelle Küche Okinawas verwendet seit dieser Zeit sehr häufig Kombu; in Okinawa ist der Verbrauch noch heute am höchsten, obwohl Kombu dort nicht natürlich vorkommt. Die Kombu-Verarbeitung veränderte sich von 1730 bis etwa 1900 kaum. 1903 gab es in Osaka 45 Betriebe mit jeweils 10 bis 30 Angestellten, die Kombu verarbeiteten. Erst im 20. Jahrhundert fand man eine Methode, den zuvor nur aus Wildbeständen geernteten Kombu zu kultivieren, und er wurde billig und überall verfügbar.

## Verwendung
Es gibt mindestens ein Dutzend Zubereitungsarten für Kombu. Gewöhnlich wird Kombu in getrockneter Form oder als getrocknete Flocken, auch Oboro Kombu genannt (おぼろ昆布, 朧昆布), verkauft.
In der japanischen Küche wird Kombu vor allem als einer der drei Hauptanteile des Dashi, einer Suppengrundlage, verwendet. Dazu wird entweder ein Streifen frischer Kombu mitgekocht und auch in der Suppe serviert, oder die Brühe wird mit Pulver aus getrocknetem Kombu zubereitet. Außerdem wird dem Kochwasser für Sushi-Reis ein Stück Kombu zur Aromatisierung zugegeben. Kombu-tsukudani 1, in Sojasauce gekochter Kombu, wird als Beilage zu Reis serviert. Der Verzehr von frischem Kombu ist ebenfalls möglich. Verbreitet ist auch das süß-saure Einlegen von 5–6 cm langen und 2 cm breiten Streifen, die als Snack zu grünem Tee gereicht werden. Spezialitäten aus Osaka sind oboro kombu und tororo kombu, die aus in Reisessig mariniertem, halbgetrocknetem und sehr dünn geschnittenem oder gehobeltem Kombu bestehen.
In der koreanischen und chinesischen Küche wird Kombu beim Kochen von Bohnen zugesetzt, um die Speise mit Nährstoffen anzureichern und die Verdaulichkeit zu verbessern.

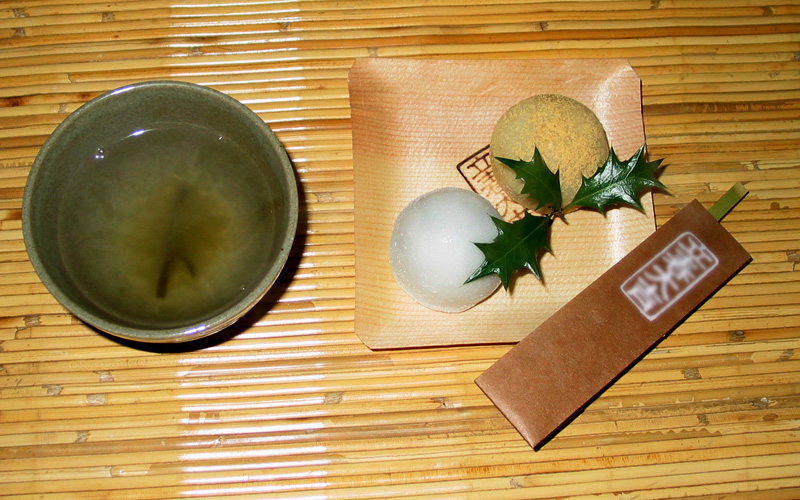
Ume-Kobucha (links) und Mochi (rechts)

In Japan wird aus Kombu und weiteren Zutaten auch ein salzig schmeckender Tee zubereitet, der Kombucha oder üblicher Kobucha (jap. 昆布茶) heißt und als typische Krankenkost gilt. Was im Westen unter dem Namen „Kombucha“ verkauft wird, hat damit aber nichts zu tun, enthält keinen Kombu und hat seinen Namen wohl durch eine Verwechslung erhalten.
In Deutschland gehandelter Kombu ist mit einem Warnhinweis versehen, da der hohe Jodgehalt für Bewohner traditioneller Jodmangelgebiete problematisch ist. Das Bundesinstitut für gesundheitlichen Verbraucherschutz empfiehlt einen sehr kontrollierten Konsum jodreicher Algen wie Kombu und ihrer Zubereitungen.

## Weitere Arten
Neben dem „echten“ ma-konbu kommen noch weitere Saccharina-Arten zum Einsatz. Die wichtigsten sind:
- Karafuto-konbu (樺太昆布 ‚Sachalin-Konbu‘), Saccharina latissima, auch als der Zuckertang bekannt
- Mitsuishi- (三石昆布), Hidaka- (日高昆布) oder Dashi-konbu (出汁昆布), Saccharina angustata, die üblicherweise für den Fischsud (dashi, 出汁) in der japanischen Küche verwendet werden
- Naga-konbu (長昆布, dt. etwa „Langes-Konbu“), Saccharina longissima
- Rishiri-konbu (利尻昆布), Saccharina ochotensis, allgemein für Brühe benutzt.

## Galerie

Konbu – Verwertung
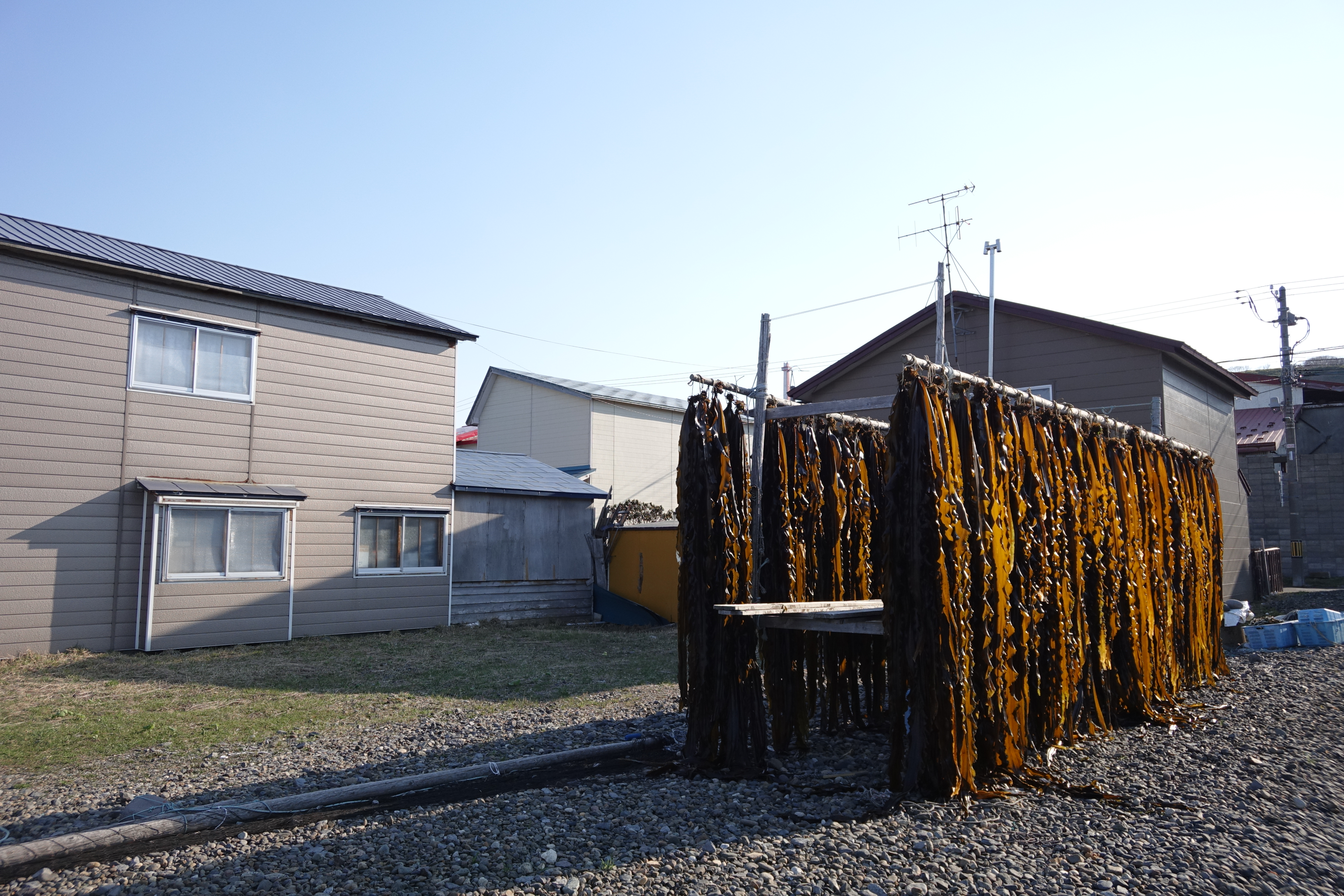
Konbu-Trocknung, Wakkanai 2018
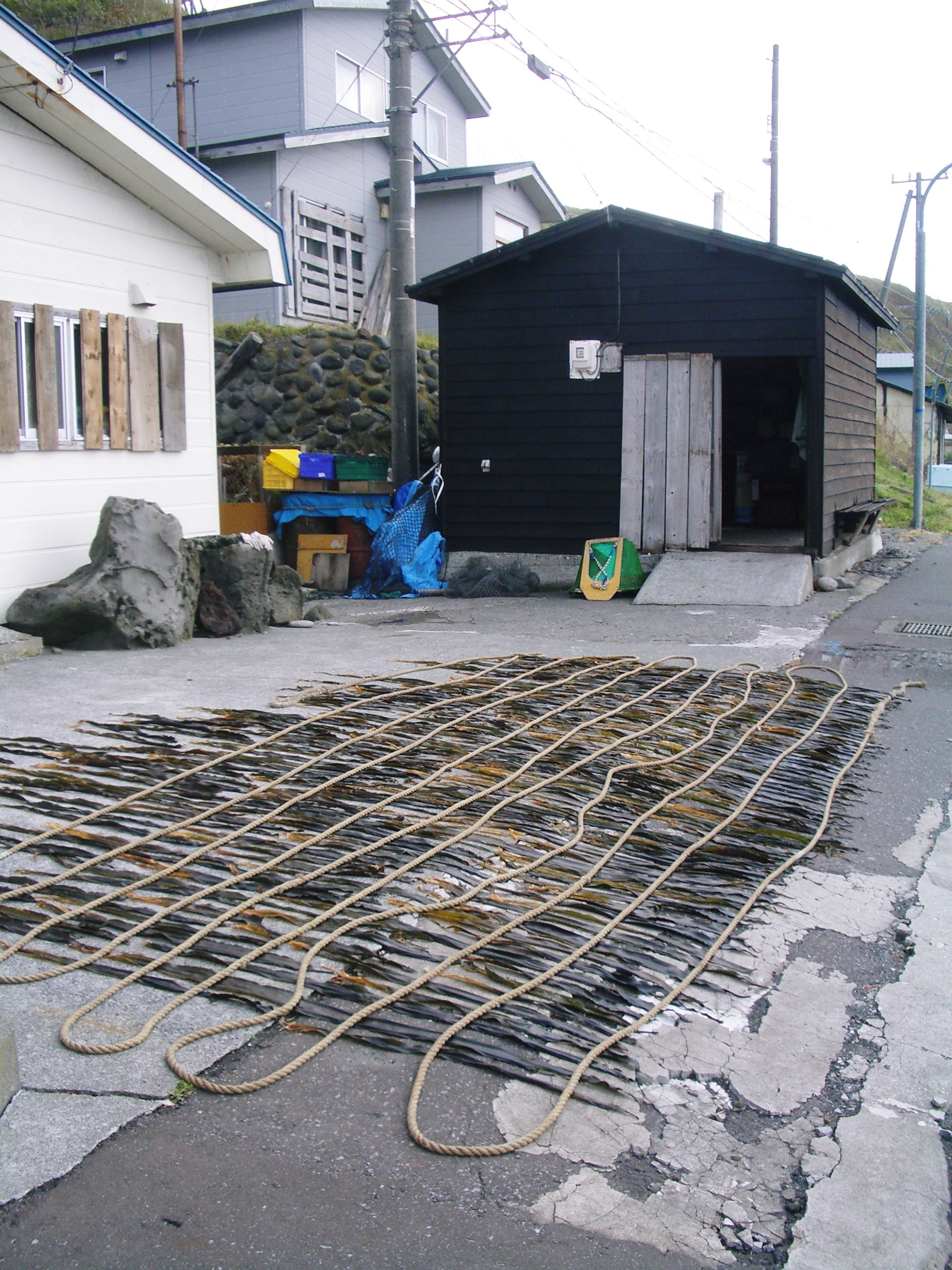
Trocknung von Rishiri-Konbu, Insel Rishiri 2006
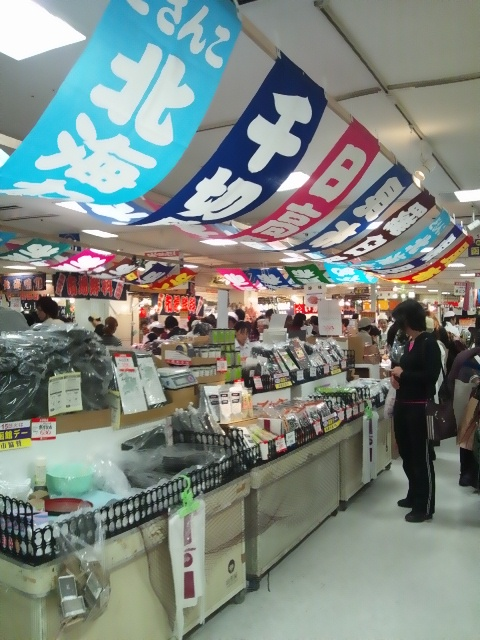
Konbu im Kaufhaus, Kagoshima 2011
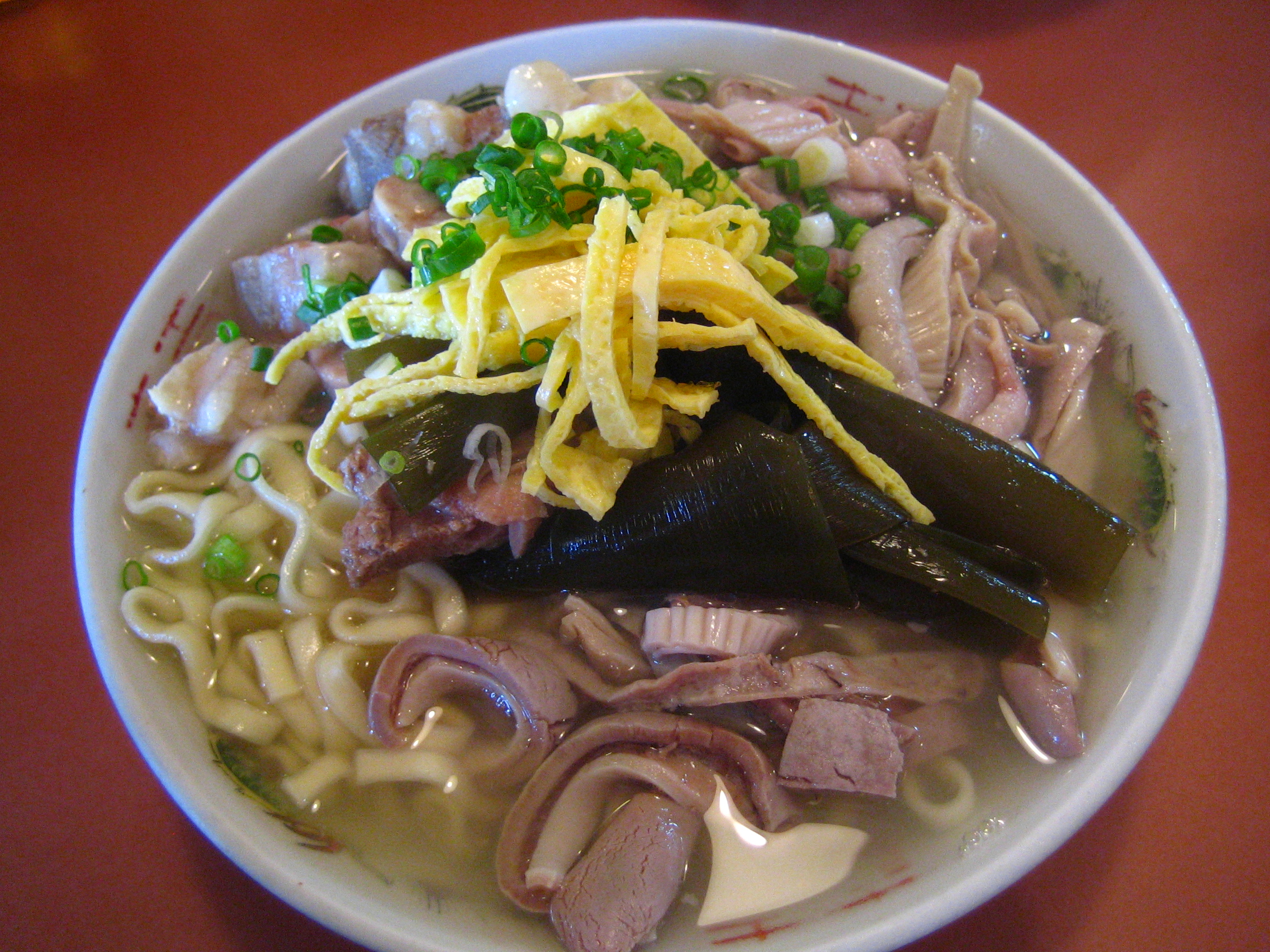
Soba mit Konbu – japanische Küche, Okinawa 2005
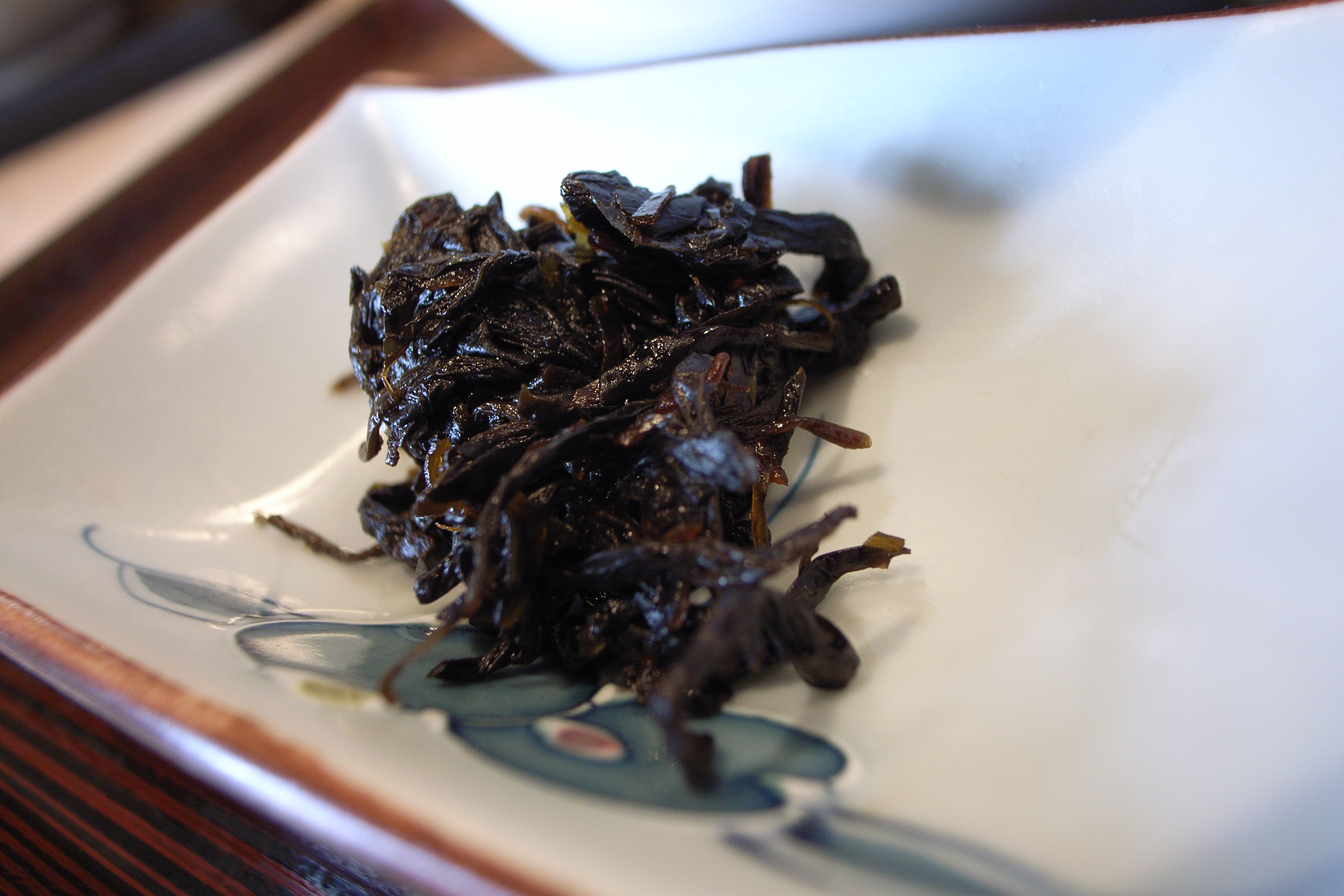
Konbu als Tsukodani – 佃煮 1, Japan 2008
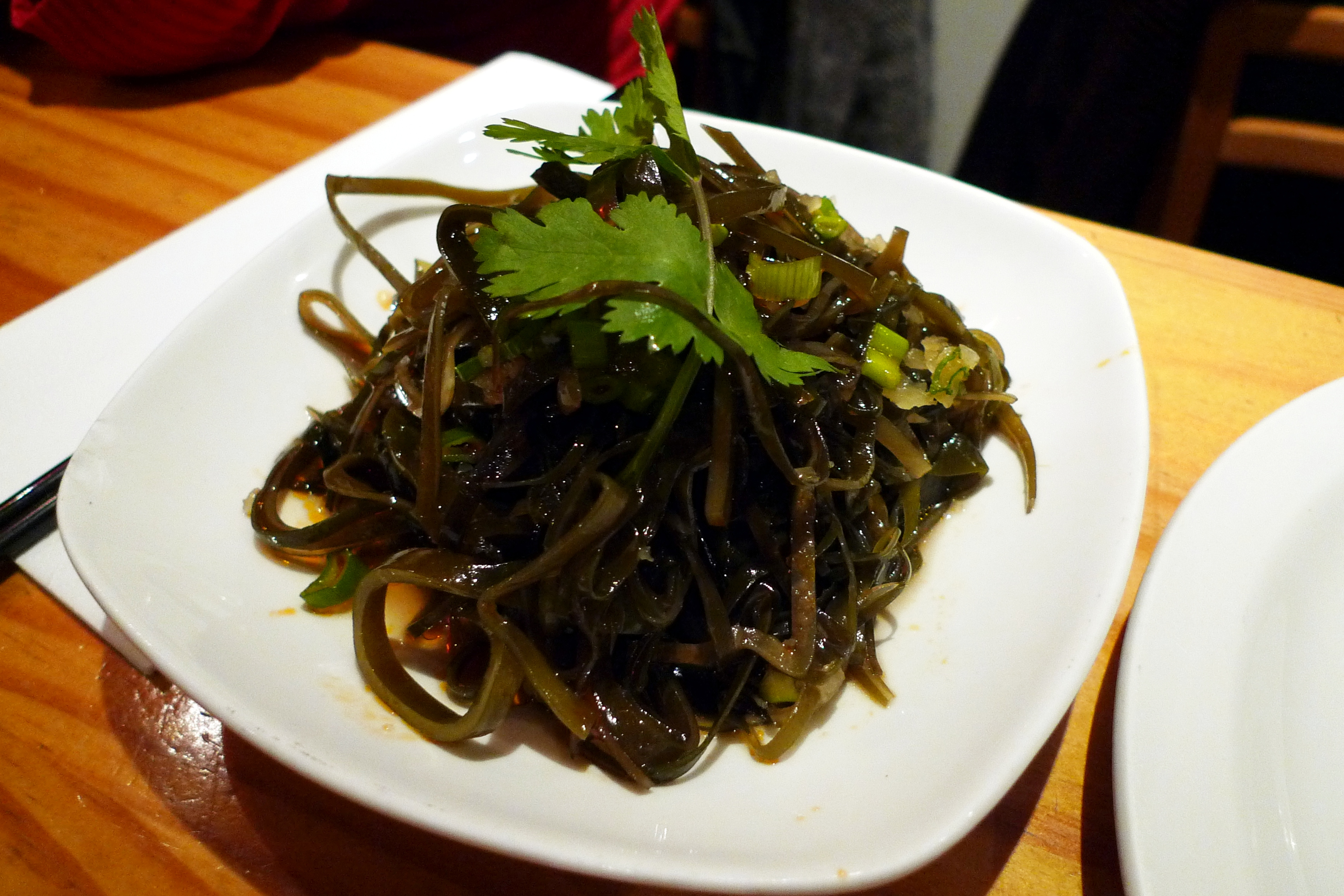
Konbu in der chinesischen Küche, London 2011

Fußnote